# Arcano 17
Arcano 17 è un racconto lirico in prosa dello scrittore e teorico del movimento surrealista André Breton, scritto dal 20 agosto al 20 ottobre 1944 e uscito presso Brentano's di New York nel 1945, con illustrazioni di Sebastián Matta. L'edizione parigina del 1947 aggiunge altri testi sotto il titolo di "Ajours".
L'edizione critica con riproduzione del manoscritto è uscita nel 2008 a cura di Henri Béhar presso Biro di Parigi. Ma anche l'ed. a cura di Étienne-Alain Hubert nella "Bibliothèque de la Pléiade", tomo 3 delle Œuvres complètes, Gallimard, 1999 ha un'alta affidabilità, rispetto alle intenzioni dell'autore.
Il libro è stato scritto durante un viaggio nella penisola Gaspé, sulla costa orientale del Canada, fatto insieme a Elisa Claro (1906-2000), incontrata l'anno precedente e da lì a poco sposata (quarta moglie di Breton, dopo Simone Kahn, Suzanne Muzard e Jacqueline Lamba, rispettivamente sposate nel 1921, 1928 e 1934, dopo i relativi divorzi). È considerato il più esoterico dei libri di Breton.
In italiano è uscito con traduzione e nota di Laura Xella ad apertura della collana editoriale "Il fiore azzurro" dell'editore Guida di Napoli nel 1985.
Il titolo si riferisce direttamente alla carta dei tarocchi "La Stella", emblema di speranza e resurrezione dopo gli anni di crisi della seconda guerra mondiale e personali dell'autore. Il racconto mette al centro la "donna", nel suo potenziale di ispirazione poetica e taumaturgica, così come avevano fatto Gérard de Nerval e Jules Michelet, con riferimenti a Mélusine come figura femminile di donna-bambina "su cui il tempo non fa presa", a Osiride e ai misteri eleusini. Nei testi aggiunti, in particolare in Lumière noire, torna a parlare di Iside e delle religioni misteriche, sostenendo sempre la donna quale "mediatrice" mitica, cosa che è stata successivamente contestata dal femminismo.
Vi è tuttavia nel libro una tensione poetica che è stata considerata un percorso iniziatico nei confronti della donna, così come era già partito in Nadja (1928) e si era sviluppato in L'Amour fou (1937), attraverso un immaginario surrealista mai venuto a mancare a uno dei fondatori (e forse al principale esponente) del movimento culturale che ha messo l'amore e il sogno al centro della liberazione umana.

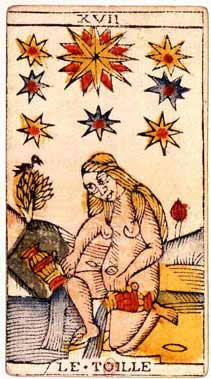
Immagine dell'arcano maggiore 17 dei tarocchi